# The Tyra Banks Show
The Tyra Banks Show (hay gọi tắt là Tyra) là một chương trình truyền hình Mỹ dạng talk show giành được giải thưởng Daytime Emmy Award do Tyra Banks - cựu siêu mẫu, nhà sáng lập chương trình America's Next Top Model - dẫn chương trình.
Chương trình được phát sóng từ ngày 12 tháng 9, 2005 tại trường quay CBS Television City, Los Angeles. Tại đây, khán giả có thể trực tiếp giao lưu và tham gia chương trình với Tyra Banks. Hè 2007, địa điểm ghi hình chương trình dời về thành phố New York và hiện tại đang thu hình trực tiếp tại trường quay Chelsea ở cùng thành phố. Năm tập cuối của loạt chương trình này ghi hình tại Los Angeles được phát sóng ngày 3 tháng 9, 2007 và được tiếp nối bằng tập phim mở màn của mùa thứ ba. Đợt ghi hình thứ tư đã bắt đầu từ 08 tháng 9, 2008.
Với nhiều chủ đề đa dạng, nội dung chương trình chủ yếu tập trung đánh vào những khúc mắc phụ nữ gặp phải trong cuộc sống thường ngày, nhiều tập trong số đó có liên quan đến loạt chương trình truyền hình America's Next Top Model. Chương trình này được phát sóng tại nhiều quốc gia trên thế giới, và có phát trên kênh Take Five của XM Satellite Radio tại Mỹ và Canada. Những năm gần đây, nhà sản xuất định dạng chương trình gần giống với những chương trình tên tuổi như Maury, The Jerry Springer Show, xoay quanh chủ đề như con người với tâm linh học, và các vấn đề khác.
Ngày 19 tháng 12 năm 2007, chương trình có thay đổi đôi chút và bổ sung hai mùa phát sóng mới trên nhiều kênh khác nhau, 2008–2009 và 2009–2010. Nhưng, vào tháng 11 năm 2008, hãng Warner Bros. tuyên bố sẽ chuyển phát vào khung giờ trưa trên chỉ riêng kênh của hệ thống cáp The CW vào tháng 9 2009, và hai tập - một mới, một cũ - sẽ được phát cùng ngày. Hiện tại The CW đã và đang trình chiếu ANTM, nên việc chương trình này được phát cùng đài có thể xem như "một liên kết chiến lược" nhằm thu hút khán giả xem truyền hình của kênh The CW.
Ngày 20 tháng 6 năm 2008, The Tyra Banks Show giành được giải thưởng Daytime Emmy, một giải thưởng truyền hình cho thể loại Talkshow.